# Lac Yasinski
Lac Yasinski är en sjö i Kanada.   Den ligger i regionen Nord-du-Québec och provinsen Québec, i den östra delen av landet, 900 km norr om huvudstaden Ottawa. Lac Yasinski ligger 129 meter över havet. Arean är 20,9 kvadratkilometer. Den sträcker sig 4,9 kilometer i nord-sydlig riktning, och 10,2 kilometer i öst-västlig riktning.
Trakten runt Lac Yasinski är nära nog obefolkad, med mindre än två invånare per kvadratkilometer.